# Elecciones al Parlamento Europeo de 1994 (Dinamarca)
En las elecciones al Parlamento Europeo de 1994 en Dinamarca, celebradas en junio, se escogió a los 16 representantes de dicho país para la cuarta legislatura del Parlamento Europeo.

## Resultados
| Datos de participación | Datos de participación | Datos de participación |
| ---------------------- | ---------------------- | ---------------------- |
| Censo electoral        | 3.994.200              | 100%                   |
| Votantes               | 2.113.780              | 52,9                   |
| Abstención             | 1.880.420              | 47,1                   |
| A candidatura          | 2.079.937              |                        |

| ← Elecciones al Parlamento Europeo de 1994 → |         |       |         |
| Partido                                      | Votos   | %     | Escaños |
| Izquierda-Partido Liberal de Dinamarca (V)   | 394.362 | 18,96 | 4       |
| Partido Popular Conservador (KF)             | 368.890 | 17,74 | 3       |
| Socialdemócratas (S)                         | 329.202 | 15,83 | 3       |
| Movimiento de Junio (JuniB)                  | 316.687 | 15,23 | 2       |
| Movimiento Popular Contra la UE (FolkeB)     | 214.735 | 10,32 | 2       |
| Partido Popular Socialista (SF)              | 178.543 | 8,58  | 1       |
| La Izquierda Radical (RV)                    | 176.480 | 8,48  | 1       |
| Partido del Progreso (FP)                    | 59.687  | 2,87  | 0       |
| Partido Popular Cristiano (KrF)              | 22.986  | 1,11  | 0       |
| Centro Demócratas (CD)                       | 18.365  | 0,88  | 0       |